# ビスマルク・バレット・ファリア
ビスマルク・バレット・ファリア（Bismarck Barreto Faria、1969年9月17日 - ）は、ブラジル出身の元サッカー選手、移籍代理人会社の経営者。元ブラジル代表。現役時代のポジションはミッドフィールダー。名前はブラジルポルトガル語に近い表記だとビスマルキ・バヘート・ファリーアになる。

## 経歴
父親は警察官で、末っ子である 。ビスマルクの名前の由来は、父親が畏敬の念を抱いていたオットー・フォン・ビスマルクに由来している 。

### ブラジル時代
9歳の時から将来を嘱望されヴァスコ・ダ・ガマでプレー、17歳でトップチームの試合に出場した。1989年のワールドユース選手権に出場、チームは3位、大会MVPに選出された。1990年4月パラグアイ戦でフル代表デビューを果たした。同年のワールドカップイタリア大会のブラジル代表のメンバーに選ばれたが出場はしていない。その後もチームでは活躍していたものの、1993年のコパ・アメリカでも代表に招集されなかった。この間、1991年頃にはバイエル・レバークーゼンへの移籍が決まりかけていたが、ヴァスコ・ダ・ガマが余りに多い移籍金を求めたため移籍は破談になった。

### ヴェルディ川崎
1993年、当時コパ・リベルタドーレスを制したサンパウロ、セルタ・デ・ビーゴといったクラブへのステップアップの可能性もあったが、話がまとまらず、Jリーグ・日本信販・NICOSシリーズ（第2ステージ）にヴェルディ川崎（現･東京ヴェルディ）加入することとなった。ここでは加入初年度からスルーパスで決定期を多く演出し、8月7日のジェフ市原戦でJリーグ初ゴールを決めるなど、2ndステージ優勝に貢献、この活躍からサッカーマガジンの2ndステージにおいての全選手の採点では、6.65でシジマールと並んで最高得点を記録した。同年のリーグカップ決勝の清水エスパルス戦でゴールを決めて優勝に貢献、大会合計6ゴールを挙げ、MVPに選ばれた、1994年のリーグカップ準決勝のガンバ大阪戦ではハットトリックを決め、決勝進出に貢献、決勝のジュビロ磐田戦でもヴェルディの2点目を決めるなど、優勝に重要な役割を果たした。1993～95年の3年連続で同シリーズステージ優勝、また1993、94年のJリーグ年間チャンピオンに貢献した。ここでは多くのチャンスを演出、個人としても2年連続のベストイレブンに選出された。

### 鹿島アントラーズ
ヴェルディとの交渉において、フロント陣の自分に対する評価が、余りに低かったことから、退団を決意した。バスコダガマ復帰の可能性もあったが、鹿島アントラーズが新たな外国人選手を探しているとの情報を得ると、ジーコに自らコンタクトを取り、ジーコとの話し合いの上、移籍を決めた (一方で2023年のインタビューでは、ジーコから直に電話で勧誘されたと話している)。10番を背負い、1998年、2000年のシーズンのリーグ年間優勝の中心選手となった。1998年度のJリーグチャンピオンシップ、ジュビロ磐田戦のセカンドレグでは先制ゴールをアシストしただけでなく、更に直接FKも決めて優勝に大きく寄与した(このゴールはJリーグ30周年ベストゴールのフリーキック部門にもノミネートされた。)。1999年のJリーグではアシストランキングで3位となる12アシストを決めた。2000年は天皇杯決勝、川崎フロンターレ戦でダメ押しゴールを決めるなど、Jリーグ初の三冠に貢献、2001年度のJリーグチャンピオンシップ、ジュビロ磐田戦のセカンドレグでは負傷の影響で50分に途中交代を強いられたが、チームは勝利し優勝を果たし退団した。

### その後
一度帰国した後、2003年には降格の危機に瀕したヴィッセル神戸に9月から加入。チームのJ1残留に貢献する活躍を見せるも、契約満了に伴いその年限りで現役を引退した。Jリーグでは通算283試合69ゴール、Jリーグカップでは57試合23ゴールの成績を残した。
2004年に母国ブラジルのリオデジャネイロに代理人事務所を設立、アレックス・ミネイロの鹿島移籍を手がけるなど、代理人として活動している。

## エピソード
- 8歳の時からブラジルのバスコ・ダ・ガマでプレーしていたが、「そろそろ他のチームへ」と考えていたときに、日本のヴェルディ、スペインのセルタ、ブラジルのサンパウロと3つのクラブからオファーを受けた。ワールドカップを翌年に控えた大切な時期に日本に行くことはマイナスになると思っていたため、正直ヴェルディには魅力を感じていなかったが、ビスマルクは熱心なクリスチャンだったため、神に祈り、将来を尋ねると、「スペインに行くことも、サンパウロに行くことも間違っている。日本に行くことこそ正しい」という答えが返ってきたため、日本行きを決めた。[20]
- ゴールを決めた後、眉間を指でつまんでひざまずき、神に祈りをささげるパフォーマンスをするのが習慣で、当時これの真似が大流行した[11] が、本人曰く「得点したことにではなく、日本という素晴らしい国でプレー出来ていることを神に感謝していた」。
- 背番号固定制施行以前のV川崎時代は主に背番号7で出場していた。本人は背番号10に強いこだわりを持っていたが、当時V川崎のチームメートであるラモス瑠偉に敬意を表し、自ら7番を選択した。ラモスが日本代表に合流してチームを離脱した間に行われた1993年のナビスコカップでは、グループステージ最終節の平塚戦だけ10番で出場した(このときの7番は永井秀樹)が、ノックアウトステージではビスマルクは7番に戻し、準決勝の横浜F戦では永井、決勝の清水戦ではラモスがそれぞれ10番を付けた(グループステージ第五節の柏戦のみビスマルクが7番、菊原志郎が10番)。その後移籍したアントラーズでは10番を着用した[11]。
- ヴェルディ時代、アントラーズとの対戦時には本田泰人からマンマークを受けるなど、ライバル関係が知られていたが、アントラーズに移籍して本田とチームメートになり、もう対戦しなくていいという嬉しさから、初顔合わせではお互いに言葉も無いまま抱き合ったという[21][22]
- ヴェルディ時代には日本人女性との結婚を望んでいたため、三浦知良の妹とお見合いをする話が浮上したことがあった、また一時は伊達公子との交際報道が出てことがあった[23]。

## 個人成績
| 国内大会個人成績 | 国内大会個人成績    | 国内大会個人成績 | 国内大会個人成績 | 国内大会個人成績 | 国内大会個人成績 | 国内大会個人成績 | 国内大会個人成績 | 国内大会個人成績 | 国内大会個人成績 | 国内大会個人成績 | 国内大会個人成績 |
| 年度             | クラブ              | 背番号           | リーグ           | リーグ戦         | リーグ戦         | リーグ杯         | リーグ杯         | オープン杯       | オープン杯       | 期間通算         | 期間通算         |
| 年度             | クラブ              | 背番号           | リーグ           | 出場             | 得点             | 出場             | 得点             | 出場             | 得点             | 出場             | 得点             |
| ブラジル         | ブラジル            | ブラジル         | ブラジル         | リーグ戦         | リーグ戦         | ブラジル杯       | ブラジル杯       | オープン杯       | オープン杯       | 期間通算         | 期間通算         |
| ---------------- | ------------------- | ---------------- | ---------------- | ---------------- | ---------------- | ---------------- | ---------------- | ---------------- | ---------------- | ---------------- | ---------------- |
| 1987             | ヴァスコ・ ダ・ガマ |                  |                  |                  |                  |                  |                  |                  |                  |                  |                  |
| 1988             | ヴァスコ・ ダ・ガマ |                  |                  |                  |                  |                  |                  |                  |                  |                  |                  |
| 1989             | ヴァスコ・ ダ・ガマ |                  |                  |                  |                  |                  |                  |                  |                  |                  |                  |
| 1990             | ヴァスコ・ ダ・ガマ |                  |                  |                  |                  |                  |                  |                  |                  |                  |                  |
| 1991             | ヴァスコ・ ダ・ガマ |                  |                  |                  |                  |                  |                  |                  |                  |                  |                  |
| 1992             | ヴァスコ・ ダ・ガマ |                  |                  |                  |                  |                  |                  |                  |                  |                  |                  |
| 1993             | ヴァスコ・ ダ・ガマ |                  |                  |                  |                  |                  |                  |                  |                  |                  |                  |
| 日本             | 日本                | 日本             | 日本             | リーグ戦         | リーグ戦         | リーグ杯         | リーグ杯         | 天皇杯           | 天皇杯           | 期間通算         | 期間通算         |
| 1993             | V川崎               | -                | J                | 17               | 6                | 7                | 6                | 3                | 2                | 27               | 14               |
| 1994             | V川崎               | -                | J                | 42               | 14               | 3                | 6                | 2                | 1                | 47               | 21               |
| 1995             | V川崎               | -                | J                | 51               | 11               | -                | -                | 3                | 1                | 54               | 12               |
| 1996             | V川崎               | -                | J                | 27               | 5                | 15               | 2                | 5                | 3                | 47               | 10               |
| 1997             | 鹿島                | 10               | J                | 32               | 11               | 11               | 3                | 5                | 2                | 48               | 16               |
| 1998             | 鹿島                | 10               | J                | 30               | 6                | 3                | 0                | 3                | 1                | 36               | 7                |
| 1999             | 鹿島                | 10               | J1               | 23               | 7                | 5                | 2                | 2                | 1                | 30               | 10               |
| 2000             | 鹿島                | 10               | J1               | 26               | 3                | 7                | 2                | 4                | 0                | 37               | 5                |
| 2001             | 鹿島                | 10               | J1               | 26               | 6                | 6                | 0                | 0                | 0                | 32               | 6                |
| ブラジル         | ブラジル            | ブラジル         | ブラジル         | リーグ戦         | リーグ戦         | ブラジル杯       | ブラジル杯       | オープン杯       | オープン杯       | 期間通算         | 期間通算         |
| 2002             | フルミネンセ        |                  |                  |                  |                  |                  |                  |                  |                  |                  |                  |
| 2002             | ゴイアス            |                  |                  | 10               | 1                |                  |                  |                  |                  |                  |                  |
| 日本             | 日本                | 日本             | 日本             | リーグ戦         | リーグ戦         | リーグ杯         | リーグ杯         | 天皇杯           | 天皇杯           | 期間通算         | 期間通算         |
| 2003             | 神戸                | 10               | J1               | 9                | 0                | 6                | 0                | 0                | 0                | 15               | 0                |
| 通算             | ブラジル            | ブラジル         |                  |                  |                  |                  |                  |                  |                  |                  |                  |
| 通算             | 日本                | 日本             | J1               | 283              | 69               | 62               | 25               | 24               | 11               | 369              | 105              |
| 総通算           |                     |                  |                  |                  |                  |                  |                  |                  |                  |                  |                  |

その他の公式戦
- 1993年
  - Jリーグチャンピオンシップ 2試合1得点
- 1994年
  - サンワバンクカップ 1試合1得点
  - スーパーカップ 1試合1得点
  - Jリーグチャンピオンシップ 2試合0得点
- 1995年
  - サンワバンクカップ 1試合1得点
  - スーパーカップ 1試合0得点
  - Jリーグチャンピオンシップ 2試合0得点
- 1996年
  - サントリーカップ 1試合0得点
- 1997年
  - スーパーカップ 1試合0得点
  - Jリーグチャンピオンシップ 2試合1得点
- 1998年
  - スーパーカップ 1試合0得点
  - Jリーグチャンピオンシップ 2試合1得点
- 1999年
  - スーパーカップ 1試合0得点
- 2000年
  - Jリーグチャンピオンシップ 2試合0得点
- 2001年
  - スーパーカップ 1試合0得点
  - Jリーグチャンピオンシップ 2試合0得点

国際大会
- アジアクラブ選手権 試合得点
- アジアカップウィナーズ選手権 3試合1得点

## 代表歴
- ブラジル代表
  - 1990 FIFAワールドカップ（ベスト16、出場なし）

### 試合数
- 国際Aマッチ 11試合 1得点（1989年-1990年）[24]

| ブラジル代表 | 国際Aマッチ | 国際Aマッチ |
| 年           | 出場        | 得点        |
| ------------ | ----------- | ----------- |
| 1989         | 7           | 1           |
| 1990         | 4           | 0           |
| 通算         | 11          | 1           |

## 個人タイトル
- 1993年 JリーグヤマザキナビスコカップMVP
- 1994年 Jリーグベストイレブン、ナビスコカップMVP
- 1995年 ベストイレブン
- 1997年 ベストイレブン
- 2005年 功労選手賞